# Ronald Koeman
Ronald Koeman (phát âm tiếng Hà Lan: [ˈroːnɑlt ˈkumɑn] ⓘ; sinh ngày 21 tháng 3 năm 1963) là cựu cầu thủ bóng đá và huấn luyện viên người Hà Lan. Ông đang là huấn luyện viên cho đội tuyển Hà Lan.Ông là em trai của cựu đồng đội quốc tế Erwin Koeman và con trai của cựu tuyển thủ Hà Lan Martin Koeman. Koeman có khả năng chơi cả ở vị trí hậu vệ và tiền vệ; ông thường chơi như một hậu vệ quét, mặc dù ông nổi tiếng không kém với khả năng ghi bàn, sút xa và độ chính xác từ những cú đá phạt và sút phạt đền.
Sinh ra ở Zaandam, Koeman bắt đầu sự nghiệp của mình tại FC Groningen trước khi chuyển đến câu lạc bộ thành công nhất của Hà Lan là Ajax, nơi ông giành được danh hiệu Eredivise quốc gia vào năm 1984–85. Sau đó, anh gia nhập đại kình địch của Ajax là PSV, giành 3 chức vô địch Eredivisie liên tiếp (1986–87, 1987–88 và 1988–89) và Cúp C1 châu Âu năm 1988. Ronald Koeman là một trong năm cầu thủ châu Âu từng giành được cú ăn ba cùng câu lạc bộ và cúp quốc gia cùng đội tuyển quốc gia trong cùng năm. Bốn cầu thủ còn lại là đồng đội của anh là Hans van Breukelen, Berry van Aerle, Gerald Vanenburg và Wim Kieft. Năm 1989, Koeman chuyển đến Barcelona và trở thành một phần của "Đội bóng trong mơ" của Johan Cruyff, giúp câu lạc bộ vô địch La Liga bốn năm liên tiếp từ 1991 đến 1994, và Cúp C1 châu Âu, nơi ông ghi bàn thắng trong trận chung kết. gặp Sampdoria năm 1992.
Ở cấp độ quốc tế, Koeman là một trong những ngôi sao của đội tuyển quốc gia Hà Lan, bên cạnh Marco van Basten, Ruud Gullit, Frank Rijkaard và Dennis Bergkamp. Trong sự nghiệp của mình với đội tuyển Hà Lan, Koeman đã vô địch UEFA Euro 1988 và chơi tại UEFA Euro 1992, 1990 và 1994 FIFA World Cup, là đội trưởng của đội Hà Lan trong giải cuối cùng.
Trên cương vị huấn luyện viên trưởng, Koeman đã giành được ba danh hiệu Eredivisie: hai lần với Ajax (2001–02 và 2003–04) và một lần với PSV (2006–07). Ông là cá nhân duy nhất từng chơi cho và huấn luyện “Bộ ba lớn ” của bóng đá Hà Lan: Ajax, PSV và Feyenoord. Ở nước ngoài, ông đã có những kỳ tích ở Bồ Đào Nha với Benfica và Tây Ban Nha với Valencia, huấn luyện Los Che giành chiến thắng ở Copa del Rey 2007–08, và quản lý các câu lạc bộ Premier League Southampton và Everton trong những năm 2010.

## Sự nghiệp câu lạc bộ

### Tại Hà Lan
Koeman bắt đầu sự nghiệp chuyên nghiệp của mình tại FC Groningen, có trận ra mắt khi mới 17 tuổi 183 ngày trong chiến thắng 2–0 trước NEC ở Eredivisie. Điều này khiến anh trở thành cầu thủ trẻ thứ ba trong lịch sử câu lạc bộ, sau Piet Wildschut và Bert de Voogt. Ba mươi ba bàn thắng sau chín mươi lần ra sân trong ba mùa giải của anh ấy ở câu lạc bộ đã chứng kiến hậu vệ trẻ được gọi vào đội tuyển quốc gia Hà Lan và được chuyển đến nhà vô địch Eredivisie Ajax. Sau khi không thể bảo vệ danh hiệu của họ trong mùa giải đầu tiên của Koeman tại câu lạc bộ, đội Amsterdam đã giành lại chức vô địch vào năm 1984–85. Mùa giải tiếp theo, Johan Cruyff tiếp quản vị trí huấn luyện viên trưởng của Ajax, mặc dù ghi 120 bàn sau 34 trận đấu tại Eredivisie và giành KNVB Cup, de Godenzonen chỉ có thể về nhì trên BXH sau đối thủ PSV.

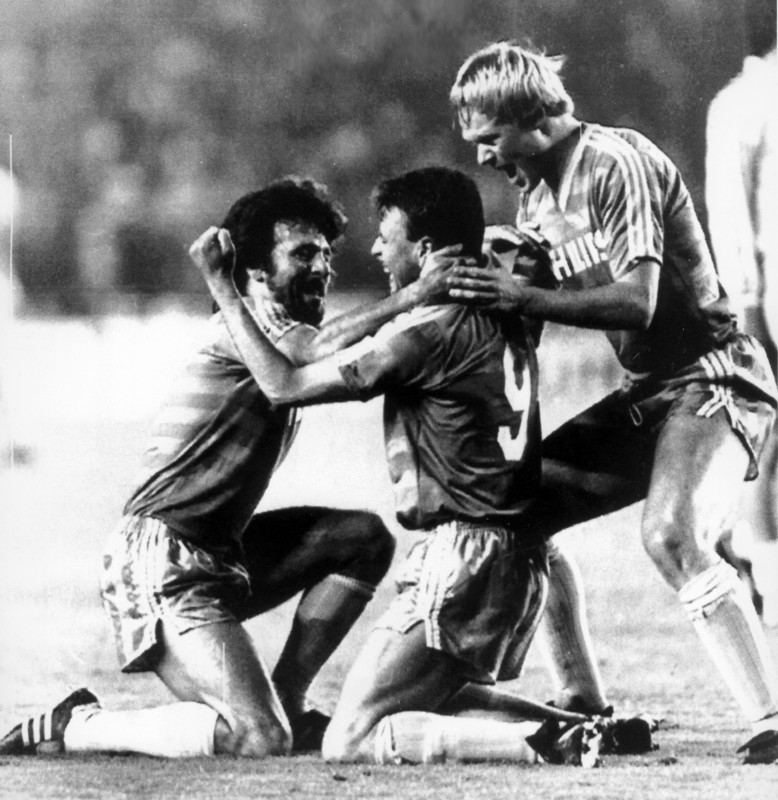
Koeman ăn mừng bàn gỡ hòa với Eric Gerets và Edward Linskens trong trận bán kết Cúp C1 châu Âu 1987–88 tại Sân vận động Santiago Bernabéu ở Madrid

Vào mùa hè năm 1986, Koeman đã gây tranh cãi khi chuyển đến Eindhoven để chơi cho đội vô địch của Hans Kraay. Vào cuối mùa giải 1986–87, Kraay từ chức và được thay thế bởi Guus Hiddink, dưới sự quản lý của PSV, người đã vượt qua đội dẫn đầu Ajax trong những tuần cuối cùng của mùa giải để bảo vệ chức vô địch. Koeman đã đạt được thành công hơn nữa với Hiddink và PSV trong những mùa giải tiếp theo, khi đội cũng giành được danh hiệu Eredivisie 1987–88 và 1988–89 và là Cúp C1 đầu tiên, và duy nhất cho đến nay, gặp Benfica ở Stuttgart vào ngày 25 tháng 5 năm 1988. PSV cũng đã vô địch KNVB Cup trong cả hai năm 1988 và 1989, lần lượt giành được thành công trong hai năm giành giải ba và đôi. Trong 3 mùa giải ở PSV, Koeman đã ghi 51 bàn sau 98 trận ra sân ở giải VĐQG, trung bình hơn 1 bàn sau 2 trận. Trong giai đoạn 1987–88, ông đã ghi được mùa giải ghi bàn cao nhất trong sự nghiệp câu lạc bộ của mình, với 21 bàn thắng ghi được trong giải đấu.

### Barcelona
Năm 1989, Koeman tái hợp với huấn luyện viên cũ của Ajax, Johan Cruyff tại Barcelona, nơi ông trở thành thành viên của " Dream Team " nổi tiếng. Trong mùa giải đầu tiên của anh ấy tại câu lạc bộ, Barcelona đã giành được Copa del Rey, đánh bại Real Madrid với tỷ số 2–0 trong trận chung kết. Cùng với những danh thủ như Hristo Stoichkov, Romário, Pep Guardiola và Michael Laudrup, Koeman đã giúp câu lạc bộ vô địch La Liga 4 năm liên tiếp từ 1991 đến 1994. Năm 1992, anh ghi bàn thắng duy nhất trong trận Chung kết Cúp C1 châu Âu vào lưới Sampdoria trên sân vận động Wembley để đưa Barça vô địch châu Âu lần đầu tiên trong lịch sử. Với điều này, anh trở thành cầu thủ đầu tiên ghi bàn trong hai trận chung kết liên tiếp của các giải đấu châu Âu khác nhau, ghi bàn thắng an ủi cho Barcelona trước Manchester United trong trận Chung kết Cúp các nhà vô địch châu Âu năm 1991.
Koeman cũng được biết đến với những cú sút phạt bằng chân phải cực mạnh và khả năng chơi bóng chết người, nơi anh đã ghi nhiều bàn thắng quan trọng cho đội bóng. Một trong những pha lập công hay nhất của ông ở La Liga là trong chiến thắng 5–0 đáng nhớ trước Real Madrid trong trận El Clásico tại Camp Nou, với cú sút phạt tự do uốn cong của ông nâng tỷ số lên 2–0. Koeman là Vua phá lưới với 8 bàn thắng ở UEFA Champions League 1993–94, trong đó Barcelona bị Milan đánh bại trong trận chung kết.
Biệt danh của ông khi chơi cho Barcelona là Tintin, do ngoại hình của anh tương đồng với nhân vật hư cấu của Hergé, và Floquet de Neu, theo tên con khỉ đột bạch tạng nổi tiếng trong Sở thú Barcelona.

### Trở lại Hà Lan và giải nghệ
Sau sáu năm và hơn 200 lần ra sân tại Barcelona, Koeman rời Catalonia để trở lại Hà Lan vào năm 1995. Khi gia nhập Feyenoord, anh trở thành một trong số ít cầu thủ đại diện cho cả “ Big Three ” của bóng đá Hà Lan. Koeman đã trải qua hai mùa giải ở Rotterdam, dẫn dắt Feyenoord lần lượt về đích ở vị trí thứ ba và thứ hai tại Eredivisie.
Koeman đã kết thúc sự nghiệp của mình với 193 bàn thắng sau 533 trận đấu (trước Daniel Passarella, người ghi 182 bàn sau 556 trận) trong sự nghiệp của mình, nhiều hơn bất kỳ hậu vệ (đã từng thi đấu ở vị trí tiền vệ) nào khác trong lịch sử bóng đá.

## Sự nghiệp quốc tế

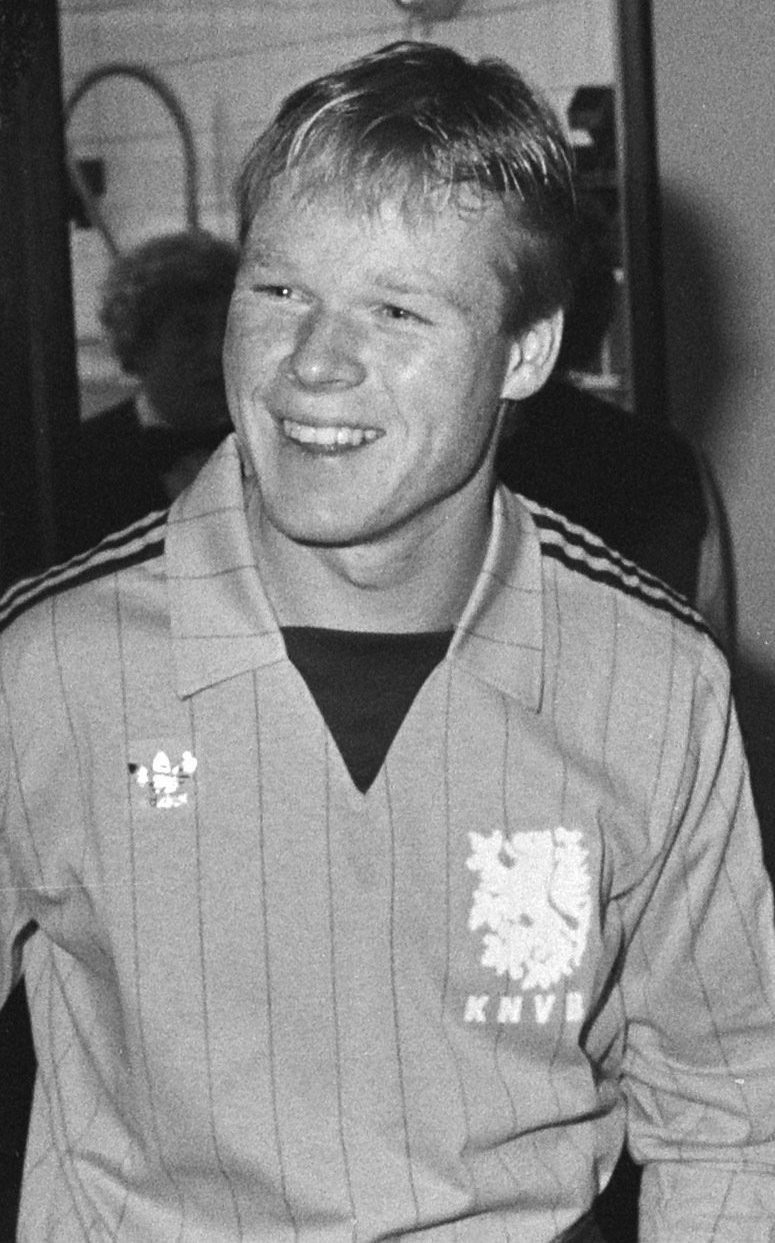
Koeman trong đội tuyển quốc gia Hà Lan năm 1983

Vào tháng 4 năm 1983, Koeman ra mắt đội tuyển quốc gia Hà Lan trong trận thua 0–3 giao hữu trước Thụy Điển tại Utrecht. Trận đấu này cũng đánh dấu sự xuất hiện đầu tiên tại đội bóng Oranje của anh trai Erwin của ông. Bàn thắng quốc tế đầu tiên của Ronald đến vào tháng 12 năm đó, trong trận thắng Iceland 3-0 ở Oosterpark Stadion, Groningen.
Với việc Hà Lan không thể vượt qua vòng loại UEFA Euro 1984 và FIFA World Cup 1986, trận ra mắt cho giải đấu Euro của Koeman là tại Euro 1988 ở Tây Đức, nơi đội bóng của Rinus Michels đánh bại đội chủ nhà ở bán kết, với Koeman ghi một quả phạt đền quan trọng gỡ hòa 1–1. Sau trận đấu này, Koeman đã khiêu khích giả vờ lau mặt bằng áo của Olaf Thon trước sự chứng kiến của các cổ động viên nhà. Trong trận chung kết, Hà Lan đánh bại Liên Xô 2–0 tại Olympiastadion của Munich để giành chiếc cúp quốc tế lớn duy nhất của quốc gia. Điều này hoàn thành năm 1988 phi thường của Koeman sau khi giành cú ăn ba với PSV.   Cả Koeman và đối tác phòng ngự trung tâm Frank Rijkaard đều có tên trong Đội hình xuất sắc của UEFA.
Koeman tiếp tục đại diện cho quốc gia của mình tại các kỳ World Cup 1990 và 1994, cũng như Euro 1992, và có tổng cộng 78 lần khoác áo đội tuyển Hà Lan, ghi được 14 bàn thắng.

## Sự nghiệp huấn luyện

### Những năm đầu
Giải nghệ sau thời gian thi đấu cho Feyenoord, Koeman đã trở thành thành viên ban huấn luyện của Guus Hiddink trong World Cup 1998 cùng với Johan Neeskens và Frank Rijkaard. Sau giải đấu, Koeman được bổ nhiệm làm trợ lý huấn luyện viên của Barcelona, và vào năm 2000, ông được giao công việc quản lý đầu tiên của mình với tư cách là huấn luyện viên trưởng của Vitesse, nơi ông đã dẫn dắt đội đến một suất dự UEFA Cup với ngân sách tương đối hạn chế.

### Ajax
Koeman được bổ nhiệm làm huấn luyện viên của Ajax vào năm 2001. Vận may của Ajax sa sút liên tục sau khi Koeman khởi đầu thành công tại Amsterdam Arena, giành cú đúp quốc nội trong mùa giải 2001–02. Mặc dù giành lại danh hiệu trong mùa giải 2003–04, Ajax đã kém đối thủ PSV tám điểm ở Eredivisie. Tình huống này, cùng với việc Ajax bị Auxerre loại khỏi UEFA Cup với tổng tỷ số 3-2, khiến Koeman từ chức vào ngày hôm sau, ngày 25 tháng 2 năm 2005.

### Benfica
Koeman đã trở lại nhanh chóng từ kết thúc đáng thất vọng dưới triều đại của anh ấy tại Ajax vào tháng 2 năm 2005, đảm nhận vị trí trống tại nhà vô địch Bồ Đào Nha Benfica sau sự ra đi của huyền thoại người Ý Giovanni Trapattoni. Ở Benfica, người mà anh ấy đã giành quyền vào Chung kết Cúp C1 Châu Âu năm 1988 với tư cách là một cầu thủ của PSV, Koeman chỉ giành được Siêu cúp Bồ Đào Nha; đội kết thúc giải VĐQG Bồ Đào Nha ở vị trí thứ ba (sau các đối thủ Porto và Sporting CP) và bị loại khỏi Taça de Portugal ở tứ kết (sau khi thua Vitória de Guimarães). Điều này, cùng với lời đề nghị từ PSV, đủ để người quản lý ra đi một năm trước khi kết thúc hợp đồng. Dưới thời Koeman, Benfica đã lọt vào tứ kết Champions League; loại Manchester United trong trận đấu cuối cùng của vòng bảng và Liverpool ở vòng loại trực tiếp đầu tiên, trước khi thua Barcelona, đội đã giành được danh hiệu.

### PSV
Trong mùa giải 2006–07, Koeman là huấn luyện viên trưởng của PSV, là người kế nhiệm Guus Hiddink. PSV thống trị trong nửa mùa giải đầu tiên, giữ các đối thủ AZ và Ajax ở một khoảng cách hợp lý, và PSV dường như gần như an phận để trở lại nhà vô địch. PSV, tuy nhiên, đã gặp phải vấn đề trong nửa sau của mùa giải, cũng vì chấn thương của các cầu thủ Jefferson Farfán, Alex và Ibrahim Afellay, chỉ giành được 19 trên 39 điểm có thể. AZ và Ajax lấy lại động lực, tiến sát nhau khi cả ba đội cùng có 72 điểm trước ngày thi đấu cuối cùng. AZ đã chơi chật vật với Excelsior trong trận đấu cuối cùng của họ, nhưng không thể giành chiến thắng. Ajax chơi tại Willem II, nhưng không ghi đủ bàn thắng; PSV cuối cùng đã chiến thắng, với tỷ số 5–1 trên sân nhà trước Vitesse Arnhem, và qua đó trở thành nhà vô địch Eredivisie, hơn Ajax đúng một bàn thắng.
Trong mùa giải thứ hai liên tiếp, ông đã dẫn dắt một đội vào tứ kết Champions League, lần này đánh bại một câu lạc bộ Anh khác trong khuôn khổ Arsenal ở vòng loại trực tiếp đầu tiên, trước khi thua Liverpool ở tứ kết.

### Valencia
Vào ngày 31 tháng 10 năm 2007, Koeman đồng ý trở thành huấn luyện viên mới của Valencia sau khi ban lãnh đạo sa thải Quique Sánchez Flores, bắt đầu từ ngày 5 tháng 11 năm 2007. Với Valencia, ông đã giành được Copa del Rey 2007–08, giải đấu mà trước đây ông đã vô địch với tư cách là một cầu thủ cùng Barcelona. Đây là Copa del Rey đầu tiên của Valencia kể từ năm 1999. Phần còn lại của nhiệm kỳ của Koeman tại Valencia gây thất vọng: đội bóng tụt xuống thứ 15 trên BXH, chỉ hơn khu vực xuống hạng 2 điểm, cũng như xếp cuối bảng Champions League. Thất bại 5–1 trước Athletic Bilbao là giọt nước tràn ly với Valencia. Ông bị sa thải vào ngày hôm sau, ngày 21 tháng 4 năm 2008.

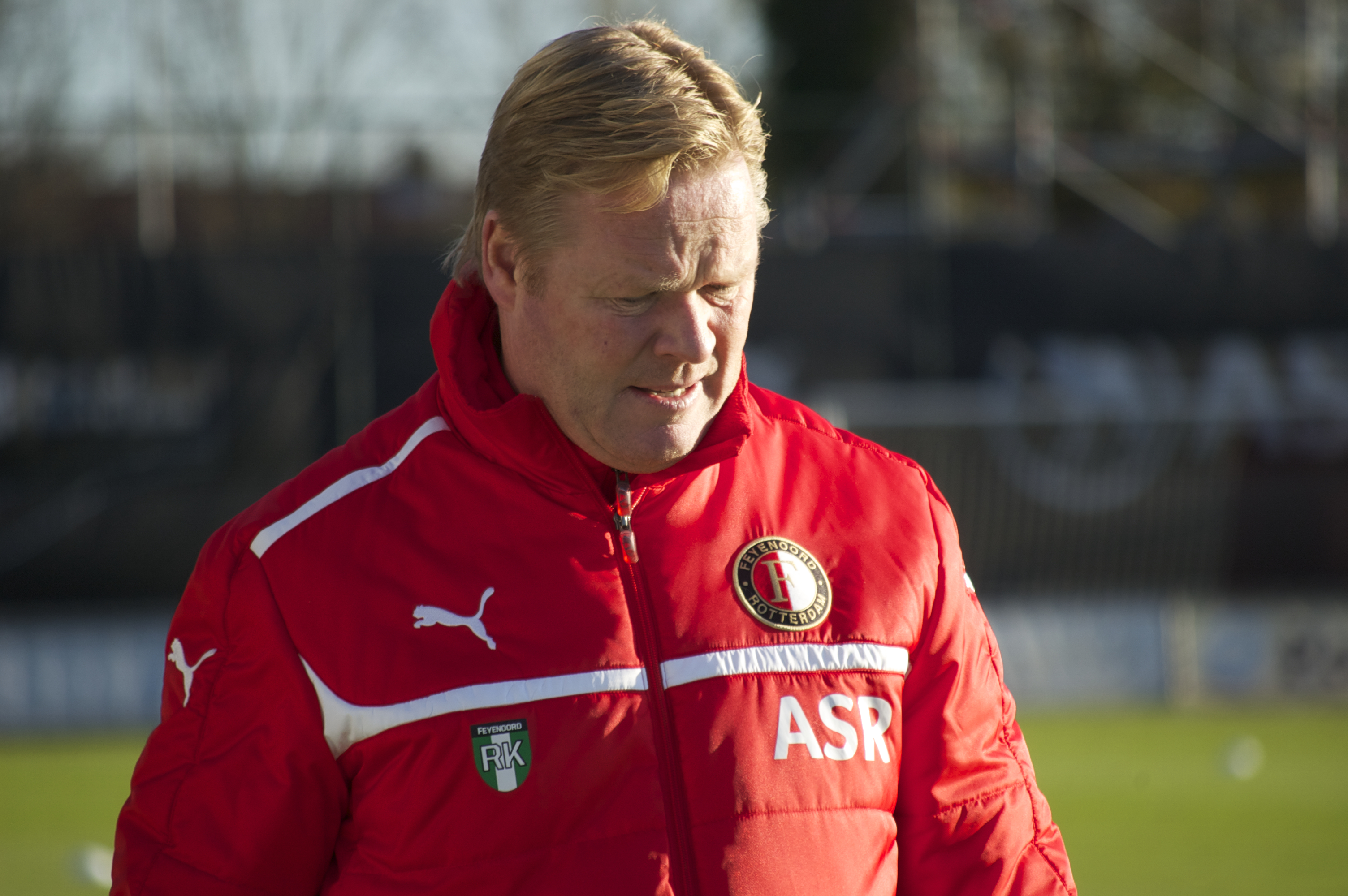
Koeman với Feyenoord

### AZ
Koeman được bổ nhiệm làm huấn luyện viên của AZ vào ngày 18 tháng 5 năm 2009, sau khi Louis van Gaal, người vô địch Eredivisie 2008–09 cùng AZ, gia nhập Bayern Munich. Vào ngày 5 tháng 12 năm 2009, AZ thông báo rằng Koeman không còn dẫn dắt AZ nữa, sau khi thua 7 trong 16 trận đầu tiên tại giải đấu tại Hà Lan.

### Feyenoord
Vào ngày 21 tháng 7 năm 2011, Koeman được bổ nhiệm làm huấn luyện viên của Feyenoord, ký hợp đồng một năm với câu lạc bộ Hà Lan để thay thế cho huấn luyện viên sắp mãn nhiệm Mario Been. Thông qua sự bổ nhiệm này, Koeman đáng chú ý đã trở thành người đàn ông đầu tiên vừa đảm nhiệm vai trò cầu thủ vừa là huấn luyện viên trưởng ở tất cả các đội bóng của cái gọi là "bộ ba truyền thống" của bóng đá Hà Lan - Ajax, Feyenoord và PSV. Hơn nữa, anh ấy đã hoàn thành việc này theo thứ tự với tư cách là người chơi và người quản lý. Vào đầu năm 2012, có thông báo rằng ông đã được gia hạn hợp đồng. Vào tháng 2 năm 2014, Koeman tuyên bố sẽ rời vị trí của mình tại Feyenoord vào cuối mùa giải 2013–14 để theo đuổi những tham vọng khác.

### Southampton

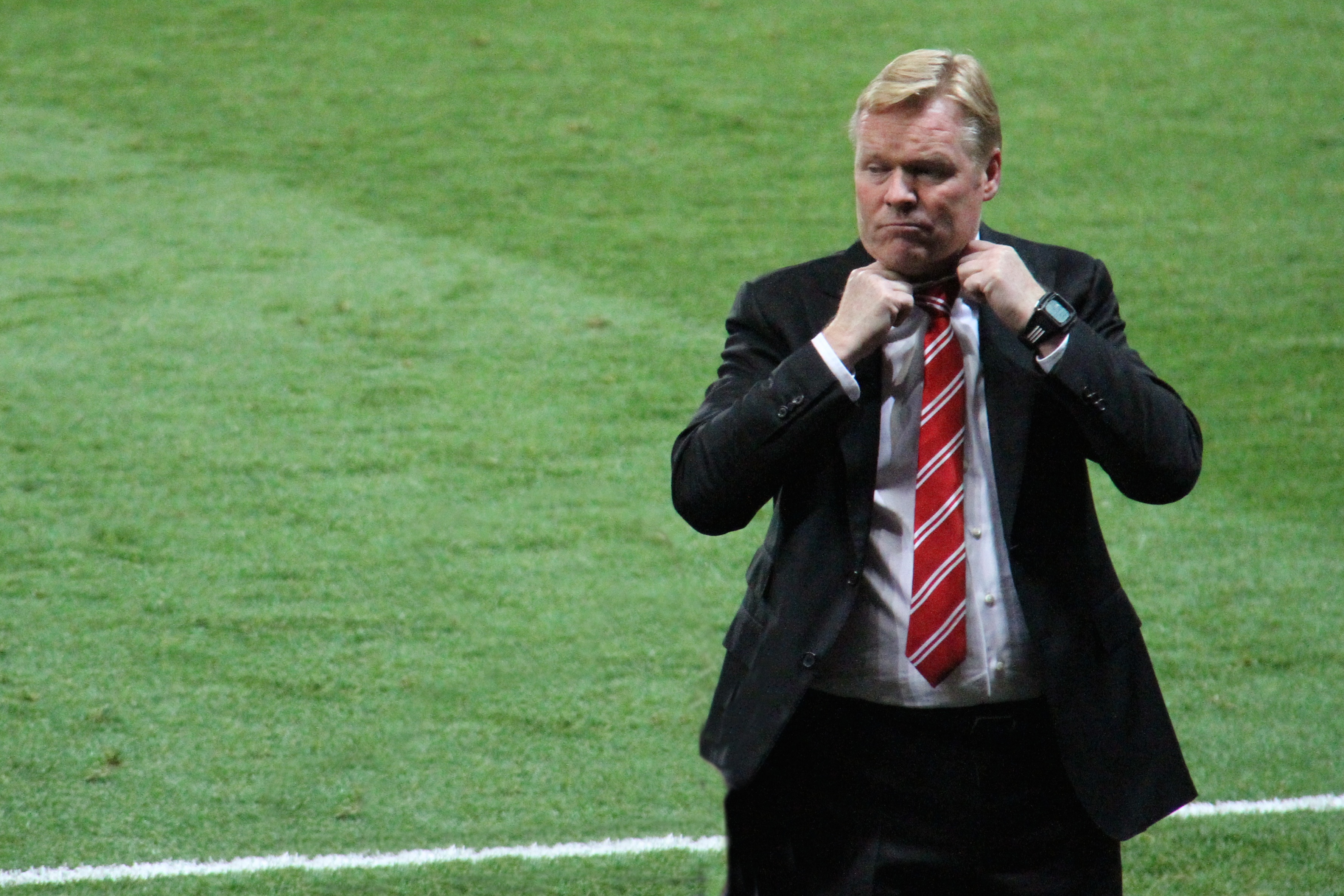
Koeman là huấn luyện viên của Southampton vào tháng 9 năm 2014

Vào tháng 6 năm 2014, Koeman được công bố là người thay thế huấn luyện viên Mauricio Pochettino của Southampton, ký hợp đồng 3 năm với câu lạc bộ. Anh trai Erwin của ông được bổ nhiệm làm trợ lý giám đốc.
Trong sáu trận đầu tiên dẫn dắt câu lạc bộ tại Premier League, Koeman đã giành được bốn trận thắng, một trận hòa và một trận thua, đưa Southampton lên vị trí thứ hai trên bảng xếp hạng giải đấu và kết quả là Koeman được vinh danh là HLV của tháng ở Premier League vào tháng 9. Vào tháng 1 năm 2015, Southampton đã thắng cả ba trận đấu của họ, bao gồm cả trận thắng đầu tiên trước Manchester United kể từ năm 1988, và Koeman một lần nữa được vinh danh là HLV của tháng. Ông đã dẫn dắt Southampton cán đích ở vị trí thứ 7 vào cuối mùa giải.
Koeman đã giành được giải HLV Premier League xuất sắc thứ ba trong tháng của mình vào tháng 1 năm 2016, trên con đường đến với vị trí cao nhất trên bảng xếp hạng của đội bóng, là vị trí thứ sáu với tổng số điểm cao nhất từ trước đến nay tại Premier League của Southampton và đủ điều kiện tham dự vòng bảng UEFA Europa League.

### Everton
Vào ngày 14 tháng 6 năm 2016, Koeman được xác nhận là huấn luyện viên của Everton, ký hợp đồng ba năm. Anh trai của anh lại được thuê làm trợ lý cho anh. Trong mùa giải đầu tiên của mình, Koeman đã dẫn dắt Everton giành quyền tham dự Europa League.
Trước mùa giải 2017-18, Koeman đã được cấp ngân sách lớn nhất trong lịch sử của Everton để chi cho các cầu thủ mới. Ước tính khoảng 150 triệu bảng đã được chi cho các cầu thủ mới, nhưng Koeman thừa nhận rằng ông đã không mua một tiền đạo trung tâm để thay thế Romelu Lukaku, chân sút hàng đầu của đội mùa trước đã bị bán cho Manchester United. Koeman đã bị câu lạc bộ sa thải vào ngày 23 tháng 10 năm 2017, sau khi đội bóng của ông rơi vào khu vực xuống hạng, sau trận thua 5–2 trên sân nhà trước Arsenal ngày hôm trước. Koeman sau đó tuyên bố tin rằng việc không ký hợp đồng với Olivier Giroud trong kỳ chuyển nhượng mùa hè đã góp phần khiến ông bị sa thải.

### Hà Lan
Vào ngày 6 tháng 2 năm 2018, Koeman được bổ nhiệm làm huấn luyện viên của đội tuyển bóng đá quốc gia Hà Lan theo hợp đồng có thời hạn 4 năm và bao gồm cả FIFA World Cup 2022. Ông thay thế Dick Advocaat, người đã từ chức sau khi không thể dẫn dắt Hà Lan đến FIFA World Cup 2018. Dưới sự dẫn dắt của Koeman, đội tuyển Hà Lan dần có sự cải thiện, đoạt á quân UEFA Nations League mùa 2018/2019 và giành vé tham dự vòng chung kết UEFA EURO 2020.

### Barcelona
Ngày 19 tháng 8 năm 2020, Koeman được bổ nhiệm làm huyến luyện viên của câu lạc bộ Barcelona với hợp đồng có thời hạn 2 năm, thay thế cho Quique Setién. Dưới sự dẫn dắt của ông, mùa 2020-2021 Barcelona chơi bết bát khi chỉ dành được duy nhất một danh hiệu Copa del rey và vào ngày 27/10/2021, ông bị chủ tịch Joan Laporta sa thải.

## Danh hiệu

### Cầu thủ
Ajax
- Eredivisie: 1984–85
- KNVB Cup: 1985–86

PSV
- Eredivisie: 1986–87, 1987–88, 1988–89
- KNVB Cup: 1987–88, 1988–89
- European Cup: 1987–88

Barcelona
- La Liga: 1990–91, 1991–92, 1992–93, 1993–94
- Copa del Rey: 1989–90
- Supercopa de España: 1991, 1992, 1994
- European Cup: 1991–92
- European Super Cup: 1992
- UEFA European Cup (C1): 1992

Hà Lan
- UEFA European Championship: 1988

### Huấn luyện viên
Ajax
- Eredivisie: 2001–02, 2003–04
- KNVB Cup: 2001–02
- Johan Cruyff Shield: 2002

Benfica
- Supertaça Cândido de Oliveira: 2005

PSV
- Eredivisie: 2006–07

Valencia
- Copa del Rey: 2007–08

AZ
- Johan Cruyff Shield: 2009

Barcelona
- Copa del Rey: 2020–21

Hà Lan
- UEFA Nations League á quân: 2018–19

Cá nhân
- Dutch Footballer of the Year: 1987, 1988
- UEFA European Championship Team of the Tournament: 1988[46]
- UEFA Champions League top scorer: 1993–94
- UEFA Golden Jubilee Poll: No. 26

## Bàn thắng cho đội tuyển quốc gia
| #   | Ngày                 | Địa điểm           | Đối thủ    | Kết quả | Giải đấu                 |
| --- | -------------------- | ------------------ | ---------- | ------- | ------------------------ |
| 1.  | 07 tháng 9, 1983     | Groningen, Hà Lan  | Iceland    | 3-0     | Vòng loại Euro 1984      |
| 2.  | 09 tháng 12 năm 1987 | Amsterdam, Hà Lan  | Síp        | 4-0     | Vòng loại Euro 1988      |
| 3.  | 16 tháng 12 năm 1987 | Đảo Rhodes, Hy Lạp | Hy Lạp     | 3-0     | Vòng loại Euro 1988      |
| 4.  | 21 tháng 6, 1988     | Hamburg, Tây Đức   | Tây Đức    | 2-1     | Euro 1988                |
| 5.  | 22 tháng 3, 1989     | Eindhoven, Hà Lan  | Liên Xô    | 2-0     | Giao hữu                 |
| 6.  | 06 tháng 9, 1989     | Amsterdam, Hà Lan  | Đan Mạch   | 2-2     | Giao hữu                 |
| 7.  | 15 tháng 11 năm 1989 | Rotterdam, Hà Lan  | Phần Lan   | 3-0     | Vòng loại World Cup 1990 |
| 8.  | 28 tháng 3, 1990     | Kiev, Liên Xô      | Liên Xô    | 1-2     | Vòng loại World Cup 1990 |
| 9.  | 30 tháng 5, 1990     | Viên, Áo           | Áo         | 2-3     | Vòng loại World Cup 1990 |
| 10. | 24 tháng 6, 1990     | Milan, Ý           | Tây Đức    | 1-2     | World Cup 1990           |
| 11. | 22 tháng 9, 1993     | Bologna, Ý         | San Marino | 7-0     | Vòng loại World Cup 1994 |
| 12. | 13 tháng 10 năm 1993 | Rotterdam, Hà Lan  | Anh        | 2-0     | Vòng loại World Cup 1994 |
| 13. | 19 tháng 1, 1994     | Tunis, Tunisia     | Tunisia    | 2-2     | Giao hữu                 |
| 14. | 01 tháng 6, 1994     | Eindhoven, Hà Lan  | Hungary    | 7-1     | Giao hữu                 |